# Max Racing Team
Il Max Racing Team è una squadra motociclistica con sede nel Principato di Monaco, fondata dal sei volte campione del mondo Max Biaggi, che partecipa alle competizioni del motomondiale nella classe Moto3.

## Storia
Il team viene fondato il 19 dicembre 2016 e si iscrive esclusivamente, per i primi due anni di attività, al solo Campionato italiano di velocità.
A partire dalla stagione 2019 del Motomondiale partecipa alla classe Moto3.
Nella prima stagione mondiale viene scelto come pilota lo spagnolo Arón Canet, al quale viene affidata una KTM RC 250 GP.
Canet ottiene pole position e terzo posto in Qatar, primo posto in Americhe, Repubblica Ceca, pole position e primo posto in Aragona, terzo posto in Francia, secondo posto in Catalogna e terzo posto in Germania e chiude la stagione al 2º posto in classifica con 200 punti.
Nel 2020 il team decide di passare dalla quarto di litro KTM alla Husqvarna FR 250 e di schierare due piloti: Alonso López e Romano Fenati. Proprio con quest'ultimo il team torna alla vittoria in occasione del Gran Premio dell'Emilia Romagna. la stagione termina al tredicesimo posto nella classifica a squadre.
Nel 2021 al confermato Fenati viene affiancato l'esordiente Adrián Fernández. Fenati disputa una stagione molto regolare nei risultati conquistando tre pole position e quattro piazzamenti a podio di cui una vittoria a Silverstone, per concludere al quinto posto in classifica. Fernández chiude al ventitreesimo posto mentre il team è settimo nella classifica a squadre.
Nel 2022 il team cambia entrambi i piloti schierandosi con Ayumu Sasaki e John McPhee. Sasaki dopo aver saltato due prove per infortunio, torna a gareggiare e vince il Gran Premio d'Olanda, vince nuovamente in Austria, dopo aver dovuto scontare due long lap penalty. Resta in corsa per il titolo per buona parte del campionato, che chiude al quarto posto. Anche McPhee salta qualche prova per infortunio ma torna a gareggiare e vince il Gran Premio della Malesia risultando, in quel momento, il più anziano vincitore della Moto3. Chiude la stagione all'undicesimo posto. Nella classifica a squadre arriva il miglior piazzamento dall'esordio in Moto3 col terzo posto. Al termine del campionato viene annunciato che il team non prenderà parte alla stagione agonistica successiva.